# Петрово-Борковский
Петрово-Борковский — посёлок в Бобровском районе Воронежской области.
Входит в состав Ясенковского сельского поселения.

## Население
| 1859 | 1897 | 2000 | 2005 | 2010 |
| ---- | ---- | ---- | ---- | ---- |
| 532  | ↗629 | ↘134 | ↗163 | ↘124 |